# Hysteria (álbum)
| Críticas profissionais | Críticas profissionais |
| Avaliações da crítica  | Avaliações da crítica  |
| Fonte                  | Avaliação              |
| ---------------------- | ---------------------- |
| All Music Guide        | link                   |
| Rolling Stone          | link                   |

Hysteria é o quarto álbum de estúdio da banda Def Leppard, lançado a 3 de Agosto de 1987. Este álbum está na lista dos 200 álbuns definitivos no Rock and Roll Hall of Fame
Depois de quase cinco anos sem gravar, devido principalmente ao acidente com o baterista Rick Allen, o Def Leppard lançou este que é o álbum mais vendido pela banda com mais de 20 milhões de cópias.
O disco emplacou vários sucessos superando o Pyromania, último álbum da banda e também desbancou alguns dos artistas mais famosos daquela época como Elton John, George Michael, Beastie Boys e até mesmo a diva Madonna. Quase todas as músicas fizeram sucesso. Quem nunca ouviu a chiclete "Pour Some Sugar On Me"?, ou a balada "Love Bites", que no Brasil ganhou até versão em português ("Mordida de Amor", gravado pelo grupo brasileiro Yahoo). Joe Elliott, disse em uma entrevista, quando esteve no País, que esse era o primeiro "cover" de uma música do Def Leppard, já que a versão se manteve fiel à letra da música original. Com o estrondoso sucesso, arenas e estádios lotados pelos fãs, os músicos eram figurinhas carimbadas em festas glamourosas, talk shows, grandes eventos e até em atos filantrópicos, estes mais representado pelo baterista Rick Allen, que com um só braço era o exemplo de superação tocando uma bateria totalmente adaptada a ele com quase todos os movimentos e comandos acionados pelos pés. Outras músicas também fizeram sucesso, foram "Rocket", "Women", "Animal" e quase todas ganharam clipes, recheando a programação da MTV.

## Versão Brasileira de "Love Bites"
"Love Bites" teve uma versão brasileira, adaptada por Robertinho do Recife, chamada "Mordida de Amor". A canção foi gravada pela banda brasileira "Yahoo". A música foi a mais tocada nas rádios em 1988, principalmente por fazer parte da trilha sonora da novela "Bebê a Bordo", de Carlos Lombardi.

## Faixas
Todas as faixas por Steve Clark, Phil Collen, Joe Elliott, Mutt Lange e Rick Savage.

### Lado 1
1. "Women" - 5:41
2. "Rocket" - 4:25
3. "Animal" - 4:02
4. "Love Bites" - 5:46
5. "Pour Some Sugar on Me" - 4:25
6. "Armageddon It" - 5:21
7. "Gods Of War" - 6:37
8. "Don't Shoot Shotgun" - 4:27
9. "Run Riot" - 4:39
10. "Hysteria" - 5:55
11. "Excitable" - 4:19
12. "Love And Affection" - 4:35

### Lado 2
1. Elected (Live In Tilburg, Holland June 1987)
2. Love And Affection (Live In Tilburg, Holland June 1987)
3. Billy's Got A Gun (Live In Tilburg, Holland June 1987)
4. Rock Of Ages (Live Medley From Tilburg, Holland June 1987)
5. Women (Live In Denver, CO At McNichols Arena December 12-13, 1988)
6. Animal (Extended Version)
7. Pour Some Sugar On Me (Extended Version)
8. Armageddon It (The Nuclear Mix)
9. Excitable (Orgasmic Mix)
10. Rocket (The Lunar Mix)
11. Release Me (Performed By Stumpus Maximus & The Good Ol' Boys)
12. Love and Affection (Live)

## Paradas
Álbum
| Parada (1987) | Posição |
| ------------- | ------- |
| Billboard 200 | 1       |

## Créditos
- Joe Elliott - vocais
- Phil Collen - guitarra
- Steve Clark - guitarra
- Rick Savage - baixo
- Rick Allen – bateria